# Fernando Maria Luís de Bragança
Fernando de Bragança (Lisboa, 23 de julho de 1846 — Lisboa, 6 de novembro de 1861), foi um Infante de Portugal, quarto filho da rainha Maria II de Portugal, e de seu marido, o rei Fernando II.

## Biografia
O infante Fernando nasceu numa família de onze filhos, quatro dos quais morreram no dia do seu nascimento. Suas duas irmãs sobreviventes são Maria Ana e Antónia. Ele também tinha quatro irmãos: Pedro (que se tornará rei de Portugal em 1853), Luís (que sucederá Pedro em 1861), João (que também morre na adolescência em 1861, no mesmo ano que seu irmão mais velho) e Augusto (1847-1889).
Fernando recebeu uma educação militar: foi tenente do Batalhão de Caçadores n.º 5, e recebeu a grã-cruz da Ordem de Nossa Senhora da Conceição de Vila Viçosa.
Fernando morreu de cólera em 6 de novembro de 1861, cinco dias antes do seu irmão, Pedro V que morreu de febre tifóide ou cólera. O infante Fernando está sepultado no Panteão da Dinastia de Bragança no Mosteiro de São Vicente de Fora em Lisboa.
Em 27 de dezembro de 1861 o Infante João, outro irmão de Fernando, morre da mesma doença que seus dois irmãos. Essas sucessivas mortes, agravadas pela doença do rei Luís I, levaram à elaboração de um projeto de lei transmitido às Cortes estipulando que as princesas seriam aptas a suceder ao trono e que Fernando II seria nomeado regente no caso de falecimento do rei Luís.